# Mirin

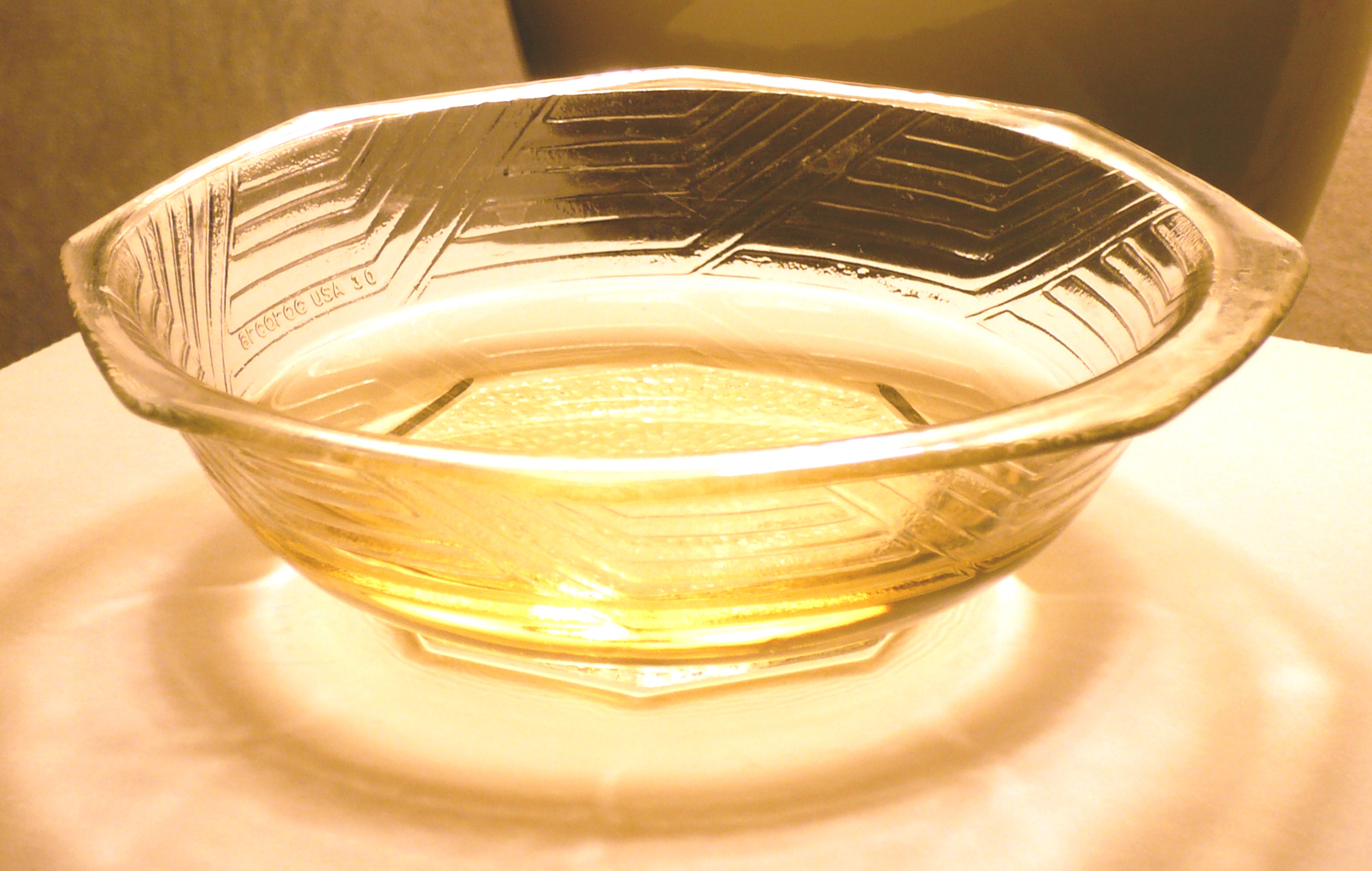
Recipiente com mirin

Mirin ou mirim (em japonês: 味醂 ou みりん) é um condimento essencial da culinária japonesa, que tem uma consistência de 40 a 50% de açúcar. É um tipo de vinho de arroz, semelhante ao saquê, porém com um teor alcoólico mais baixo - 14%, em vez dos 20% típicos da célebre bebida. Existem três tipos gerais de mirin; o primeiro é o hon mirin (lit. "mirin verdadeiro"), que contém álcool; o shio mirin, que contém álcool e 1,5% de sal, para escapar dos impostos cobrados sobre o álcool, e o shin mirin (lit. "mirin novo"), ou mirin-fu chomiryo (lit. "tempero à la mirin), que contém menos de 1% de álcool embora conserve o mesmo sabor.
Durante o período Edo, o mirin era consumido como um saquê doce. O otoso, bebido tradicionalmente no Shōgatsu, o Ano Novo japonês, pode ser feito ao se embeber uma mistura de especiarias no mirin.
No estilo de Kansai, o mirin é fervido brevemente antes de ser usado, para que um pouco de seu álcool evapore, enquanto no estilo regional de Kanto ele é usado sem qualquer forma de tratamento. O mirin fervido é chamado de nikiri mirin (煮切り味醂), literalmente "mirin inteiramente fervido."

O mirin é utilizado para acrescentar um tom mais claro ao peixe grelhado ou para anular seu odor característico. Uma pequena quantidade de mirin frequentemente é usada no lugar de açúcar e molho de soja; seu sabor é muito forte, no entanto, e é sempre usado com parcimônia. Pode ser usado como acompanhamento para sushis, e no molho teriyaki.
Na culinária japonesa, o mirin é conhecido por suas oito virtudes que o transformam em um item multiuso e indispensável na despensa: doçura, brilho, umami, cor, firmeza, aroma, harmonização de sabores, além de servir como neutralizador de odores.